# Landgraafschap Stühlingen
Stühlingen was een tot de Zwabische Kreits behorend landgraafschap binnen het Heilige Roomse Rijk.
Sinds 1093 zijn er heren op het slot bij Stühlingen bekend. In 1240 was het slot in bezit van de heren van Küssaberg en na hun uitsterven in 1250 kwam het in 1251 als leen van het bisdom Konstanz aan de heren van Lupfen. Het slot is sindsdien bekend onder de naam Hohenlupfen.
In 1256 werd Eberhard van Lupfen als landvoogd aangeduid. In 1296 ontstond uit de landvoogdij het landgraafschap Stühlingen. Dit landgraafschap was een overblijfsel van het oude graafschap in de Albgau.
In 1582 stierven de heren van Lupfen met landgraaf Hendrik uit, waarna ze werden opgevolgd door de rijksmaarschalken van Pappenheim. Ten gevolge van het huwelijk van Maria Maximiliana van Pappenheim met Frederik Rudolf van Fürstenberg kwam het landgraafschap na de dood van haar vader in 1639 aan Fürstenberg.
Frederik Rudolf werd daardor de stamvader van de tak Fürstenberg-Stühlingen. Op 2 december 1716 werd de graaf tot rijksvorst verheven. Na het uitsterven van de tak Fürstenberg-Meßkirch in 1744 werden alle landen van Fürstenberg verenigd onder Fürstenberg-Stühlingen, waarna er verder sprake was van het vorstendom Fürstenberg.
Artikel 24 van de Rijnbondakte van 12 juli 1806 stelt het (grootste deel van het) vorstendom Fürstenberg (waaronder Stühlingen) onder de soevereiniteit van het groothertogdom Baden: de mediatisering.
Regenten
| regering  | naam                 | geboren   | overleden  | familie                     |
| --------- | -------------------- | --------- | ---------- | --------------------------- |
| -1521     | Hendrik III          | 12-3-1462 | 14-4-1521  | heren van Lupfen            |
| 1521-1546 | Georg                | 13-7-1494 | 3-2-1546   | zoon                        |
| 1546-1562 | Joachim              | 15-3-1523 | 12-1-1562  | zoon                        |
| 1562-1582 | Hendrik IV           | 6-10-1543 | 26-12-1582 | zoon                        |
| 1582-1603 | Koenraad             | 10-4-1534 | 30-7-1603  | van Pappenheim              |
| 1603-1639 | Maximiliaan Lodewijk | 2-2-1580  | 14-2-1639  | zoon                        |
| 1639-1655 | Frederik Rudolf      | 23-4-1602 | 24-10-1655 | schoonzoon, van Fürstenberg |
| 1655-1681 | Maximiliaan Frans    | 12-5-1634 | 24-10-1681 | zoon                        |
| 1681-1704 | Prosper Ferdinand    | 12-9-1662 | 21-11-1704 | zoon                        |
| 1704-1762 | Jozef Willem Ernst   | 12-4-1699 | 29-4-1762  | zoon                        |